# Prima Categoria Emilia-Romagna 1960-1961
Il campionato di calcio di Prima Categoria 1960-1961 è stato il V livello del campionato italiano. A carattere regionale, fu il secondo campionato dilettantistico con questo nome dopo la riforma voluta da Zauli del 1958.
Questi sono i gironi organizzati dal Comitato Regionale Emiliano per la regione Emilia-Romagna.

Le squadre della provincia di Mantova disputavano questi campionati anziché quelli lombardi.

## Girone A

### Squadre partecipanti
| Squadra                           | Città (provincia)             | Stagione 1959-1960             |
| --------------------------------- | ----------------------------- | ------------------------------ |
| A.S. Agomagico                    | Rimini (FO)                   | 13° in Prima Categoria, gir.A  |
| A.C. Bellaria                     | Bellaria-Igea Marina (FO)     | 7° in Prima Categoria, gir.A   |
| F.C. Cattolica                    | Cattolica (FO)                | 5° in Prima Categoria, gir.A   |
| U.S. Cesenatico "Alfiero Moretti" | Cesenatico (FO)               | 11° in Prima Categoria, gir.A  |
| A.P. "Ebro Masotti"               | Predappio (FO)                | 12° in Prima Categoria, gir.A  |
| C.A. Faenza Sez.Calcio            | Faenza (RA)                   | 1° in Prima Categoria, gir.A   |
| A.C. Forlimpopoli                 | Forlimpopoli (FO)             | 10° in Prima Categoria, gir.A  |
| U.S. "Mario Saetti"               | Savio di Cervia (RA)          | 3° in Prima Categoria, gir.A   |
| U.S. Meldolese                    | Meldola (FO)                  | 14° in Prima Categoria, gir.A  |
| A.C. Minatori Perticara           | Novafeltria (FO)              | 1° in Seconda Categoria, gir.A |
| A.S. Pan Provimi                  | Savignano sul Rubicone (FO)   | 15° in Prima Categoria, gir.A  |
| A.C. Riccione                     | Riccione (FO)                 | 2° in Prima Categoria, gir.A   |
| Pol. Rumagna                      | Cesena (FO)                   | 8° in Prima Categoria, gir.A   |
| U.S. Russi                        | Russi (RA)                    | 6° in Prima Categoria, gir.A   |
| S.S. Sammaurese                   | San Mauro Pascoli (FO)        | 4° in Prima Categoria, gir.A   |
| A.S. Santarcangiolese             | Santarcangelo di Romagna (FO) | 9° in Prima Categoria, gir.A   |

### Classifica finale
|  | Pos. | Squadra            | Pt  | G   | V   | N   | P   | GF  | GS  | DR  |
|  | ---- | ------------------ | --- | --- | --- | --- | --- | --- | --- | --- |
|  | 1.   | Cesenatico A.M.    | 49  | 30  | 22  | 5   | 3   | 72  | 32  | +40 |
|  | 2.   | Russi              | 47  | 30  | 21  | 5   | 4   | 74  | 22  | +52 |
|  | 3.   | Riccione           | 43  | 30  | 18  | 7   | 5   | 65  | 30  | +35 |
|  | 4.   | Forlimpopoli       | 38  | 30  | 16  | 6   | 8   | 57  | 51  | +8  |
|  | 5.   | Bellaria           | 36  | 30  | 13  | 10  | 7   | 44  | 34  | +10 |
|  | 6.   | Cattolica          | 32  | 30  | 10  | 12  | 8   | 36  | 39  | -3  |
|  | 7.   | Faenza             | 31  | 30  | 12  | 7   | 11  | 46  | 33  | +13 |
|  | 8.   | Mario Saetti       | 28  | 30  | 10  | 8   | 12  | 31  | 35  | -4  |
|  | 9.   | Agomagico          | 27  | 30  | 9   | 9   | 12  | 39  | 38  | +1  |
|  | 9.   | Santarcangiolese   | 27  | 30  | 9   | 9   | 12  | 39  | 40  | -1  |
|  | 11.  | Minatori Perticara | 26  | 30  | 10  | 6   | 14  | 33  | 47  | -14 |
|  | 12.  | Meldolese          | 21  | 30  | 7   | 7   | 16  | 34  | 61  | -27 |
|  | 13.  | Rumagna            | 20  | 30  | 5   | 10  | 15  | 28  | 35  | -7  |
|  | 14.  | Pan Provimi        | 19  | 30  | 6   | 7   | 17  | 27  | 54  | -27 |
|  | 14.  | Sammaurese         | 19  | 30  | 7   | 5   | 18  | 24  | 57  | -33 |
|  | 16.  | Ebro Masotti       | 17  | 30  | 6   | 5   | 19  | 25  | 66  | -41 |
|  |      |                    | 480 | 480 | 181 | 118 | 181 | 671 | 671 | 0   |

Legenda:
      Ammessa alle finali regionali.
      Retrocessa in Seconda Categoria.
Note:
Due punti a vittoria, uno a pareggio, zero a sconfitta.
Pari merito in caso di pari punti.
Spareggio in caso di pari punti in zona promozione e retrocessione.
Mario Saetti rinuncia 1' Categoria - inattiva.
Pan Provimi e Sammaurese retrocesse, poi ripescate.

## Girone B

### Squadre partecipanti
| Squadra                  | Città (provincia)    | Stagione 1959-1960             |
| ------------------------ | -------------------- | ------------------------------ |
| U.S. Alfonsinese         | Alfonsine (RA)       | 7° in Prima Categoria,gir.B    |
| U.S. Bondenese           | Bondeno (FE)         | 3° in Prima Categoria,gir.B    |
| U.S. Codigorese          | Codigoro (FE)        | 10° in Prima Categoria, gir.B  |
| U.S. Comacchiese         | Comacchio (FE)       | 4° in Prima Categoria, gir.B   |
| U.S.C. Conselice         | Conselice (RA)       | 1° in Seconda Categoria, gir.B |
| U.P. Copparese           | Copparo (FE)         | 1° in Seconda Categoria, gir.E |
| C.S.C. Filo              | Argenta (FE)         | 8° in Prima Categoria, gir.B   |
| A.C. "Francesco Baracca" | Lugo di Romagna (RA) | 5° in Prima Categoria, gir.B   |
| U.S. Fusignanese         | Fusignano (RA)       | 12° in Prima Categoria, gir.B  |
| A.C. Massalombarda       | Massa Lombarda (RA)  | 13° in Prima Categoria, gir.B  |
| U.S. Mezzano             | Ravenna              | 6° in Prima Categoria, gir.B   |
| S.P. Molinella           | Molinella (BO)       | 2° in Prima Categoria, gir.B   |
| S.P. Portuense           | Portomaggiore (FE)   | 11° in Prima Categoria, gir.B  |
| A.C. Pro Lugo            | Lugo di Romagna (RA) | 9° in Prima Categoria, gir.B   |
| U.S. Villanova           | Bagnacavallo (RA)    | 14° in Prima Categoria, gir.B  |
| A.C. Voltana             | Lugo di Romagna (RA) | 15° in Prima Categoria, gir.B  |

### Classifica finale
|  | Pos. | Squadra       | Pt  | G   | V   | N   | P   | GF  | GS  | DR   |
|  | ---- | ------------- | --- | --- | --- | --- | --- | --- | --- | ---- |
|  | 1.   | Baracca Lugo  | 49  | 30  | 20  | 9   | 1   | 62  | 23  | +39  |
|  | 2.   | Pro Lugo      | 44  | 30  | 19  | 6   | 5   | 48  | 18  | +30  |
|  | 3.   | Molinella     | 38  | 30  | 16  | 6   | 8   | 56  | 41  | +15  |
|  | 4.   | Massalombarda | 37  | 30  | 15  | 7   | 8   | 60  | 35  | +25  |
|  | 5.   | Copparese     | 35  | 30  | 14  | 7   | 9   | 77  | 41  | +36  |
|  | 5.   | Bondenese     | 35  | 30  | 15  | 5   | 10  | 79  | 61  | +18  |
|  | 7.   | Alfonsinese   | 34  | 30  | 13  | 8   | 9   | 58  | 45  | +13  |
|  | 8.   | Comacchiese   | 33  | 30  | 14  | 5   | 11  | 50  | 42  | +8   |
|  | 9.   | Villanova     | 30  | 30  | 10  | 10  | 10  | 62  | 54  | +8   |
|  | 10.  | Fusignanese   | 29  | 30  | 11  | 7   | 12  | 48  | 46  | +2   |
|  | 10.  | Filo          | 29  | 30  | 10  | 9   | 11  | 41  | 44  | -3   |
|  | 11.  | Portuense     | 27  | 30  | 7   | 11  | 12  | 34  | 43  | -9   |
|  | 11.  | Codigorese    | 27  | 30  | 8   | 9   | 13  | 29  | 40  | -11  |
|  | 14.  | Mezzano       | 18  | 30  | 5   | 8   | 17  | 32  | 56  | -24  |
|  | 15.  | Conselice     | 14  | 30  | 5   | 4   | 21  | 30  | 71  | -41  |
|  | 16.  | Voltana       | 5   | 30  | 1   | 3   | 26  | 25  | 131 | -106 |
|  |      |               | 480 | 480 | 183 | 114 | 183 | 791 | 791 | 0    |

Legenda:
      Ammessa alle finali regionali.
      Retrocessa in Seconda Categoria.
Note:
Due punti a vittoria, uno a pareggio, zero a sconfitta.
Pari merito in caso di pari punti.
Spareggio in caso di pari punti in zona promozione e retrocessione.
Mezzano retrocesso, poi ripescato.

## Girone C

### Squadre partecipanti
| Squadra                             | Città (provincia)              | Stagione 1959-1960             |
| ----------------------------------- | ------------------------------ | ------------------------------ |
| A.C. Carpi                          | Carpi (MO)                     | 2° in Prima Categoria, gir.C   |
| S.S. Casalecchio                    | Casalecchio di Reno (BO)       | 15° in Prima Categoria, gir.C  |
| A.C. Castenaso Baschieri & Pellagri | Castenaso (BO)                 | 1° in Seconda Categoria, gir.C |
| Centese Calcio                      | Cento (FE)                     | 7° in Prima Categoria, gir.    |
| U.S. Correggese Mangimi Coop        | Correggio (Italia) (RE)        | 10° in Prima Categoria, gir.C  |
| A.C. Panigal                        | Borgo Panigale (BO)            | 13° in Prima Categoria, gir.C  |
| A.C. Pejo                           | Bologna (BO)                   | 8° in Prima Categoria, gir.C   |
| A.C. Persicetana                    | San Giovanni in Persiceto (BO) | 4° in Prima Categoria, gir.C   |
| S.C. Progresso                      | Castel Maggiore (BO)           | 9° in Prima Categoria, gir.C   |
| Soc. Salus                          | Bologna (BO)                   | 12° in Prima Categoria, gir.C  |
| Sassuolo Sportiva                   | Sassuolo (MO)                  | 3° in Prima Categoria, gir.C   |
| A.C. Spilamberto                    | Spilamberto (MO)               | 1° in Seconda Categoria, gir.F |
| U.S. Scandianese                    | Scandiano (RE)                 | 11° in Prima Categoria, gir.C  |
| S.S. C.R.A.L. Tranvieri             | Bologna (BO)                   | 6° in Prima Categoria, gir.C   |
| Pol. Vergatese                      | Vergato (BO)                   | 5° in Prima Categoria, gir.C   |
| U.S. Vignolese                      | Vignola (MO)                   | 1° in Prima Categoria, gir.C   |

### Classifica finale
|  | Pos. | Squadra                 | Pt  | G   | V   | N   | P   | GF  | GS  | DR  |
|  | ---- | ----------------------- | --- | --- | --- | --- | --- | --- | --- | --- |
|  | 1.   | Carpi                   | 51  | 30  | 23  | 5   | 2   | 93  | 17  | +86 |
|  | 2.   | Vignolese               | 47  | 30  | 19  | 9   | 2   | 48  | 19  | +31 |
|  | 3.   | Progresso               | 37  | 30  | 16  | 5   | 9   | 54  | 41  | +13 |
|  | 3.   | Spilamberto             | 37  | 30  | 14  | 9   | 7   | 45  | 38  | +7  |
|  | 5.   | Pejo                    | 34  | 30  | 13  | 8   | 9   | 56  | 49  | +7  |
|  | 6.   | Persicetana             | 33  | 30  | 14  | 5   | 11  | 64  | 46  | +18 |
|  | 7.   | Castenaso               | 32  | 30  | 11  | 10  | 9   | 50  | 42  | +8  |
|  | 8.   | Vergatese               | 31  | 30  | 11  | 9   | 10  | 53  | 61  | -8  |
|  | 9.   | Correggese Mangimi Coop | 30  | 30  | 11  | 8   | 11  | 44  | 43  | -1  |
|  | 10.  | C.R.A.L. Tranvieri      | 29  | 30  | 10  | 9   | 11  | 40  | 50  | -10 |
|  | 11.  | Casalecchio             | 28  | 30  | 9   | 10  | 11  | 47  | 39  | +8  |
|  | 11.  | Sassuolo                | 28  | 30  | 10  | 8   | 12  | 47  | 40  | +7  |
|  | 13.  | Centese                 | 24  | 30  | 7   | 10  | 13  | 40  | 53  | -13 |
|  | 14.  | Salus                   | 18  | 30  | 6   | 6   | 18  | 34  | 78  | -44 |
|  | 15.  | Panigal                 | 15  | 30  | 4   | 7   | 19  | 36  | 71  | -35 |
|  | 16.  | Scandianese             | 6   | 30  | 2   | 2   | 26  | 25  | 89  | -64 |
|  |      |                         | 480 | 480 | 180 | 120 | 180 | 776 | 776 | 0   |

Legenda:
      Ammessa alle finali regionali.
      Retrocessa in Seconda Categoria.
Note:
Due punti a vittoria, uno a pareggio, zero a sconfitta.
Pari merito in caso di pari punti.
Spareggio in caso di pari punti in zona promozione e retrocessione.
Salus retrocesso, poi ripescato.

## Girone D

### Squadre partecipanti
| Squadra              | Città (provincia)     | Stagione 1959-1960             |
| -------------------- | --------------------- | ------------------------------ |
| U.S. Asolana         | Asola (MN)            | 7° in Prima Categoria, gir.D   |
| G.S. Bagnolese       | Bagnolo in Piano (RE) | 13° in Prima Categoria, gir.C  |
| G.S. Bozzolese       | Bozzolo (MN)          | 11° in Prima Categoria, gir.D  |
| A.S. Brescello       | Brescello (RE)        | 6° in Prima Categoria, gir.D   |
| U.S. Casteldariese   | Castel d'Ario (MN)    | 9° in Prima Categoria, gir.D   |
| U.S. Governolese     | Governolo (MN)        | 3° in Prima Categoria, gir.D   |
| A.S. Guastalla       | Guastalla (RE)        | 1° in Seconda Categoria, gir.G |
| S.S. Luzzarese       | Luzzara (RE)          | 5° in Prima Categoria, gir.D   |
| Pol. Marmirolo       | Marmirolo (MN)        | 8° in Prima Categoria, gir.D   |
| Pejo Ostiglia F.B.C. | Ostiglia (MN)         | 14° in Prima Categoria, gir.D  |
| U.S. Povigliese      | Poviglio (RE)         | 13° in Prima Categoria, gir.D  |
| U.S. Reggiolo        | Reggiolo (RE)         | 12° in Prima Categoria, gir.D  |
| U.S. Sambenedettina  | San Benedetto Po (MN) | 1° in Seconda Categoria, gir.I |
| Suzzara F.B.C.       | Suzzara (MN)          | 2° in Prima Categoria, gir.D   |
| A.C. Viadanese       | Viadana (MN)          | 1° in Prima Categoria, gir.D   |
| U.S. Villimpentese   | Villimpenta (MN)      | 10° in Prima Categoria, gir.D  |

### Classifica finale
|  | Pos. | Squadra        | Pt  | G   | V   | N   | P   | GF  | GS  | DR  |
|  | ---- | -------------- | --- | --- | --- | --- | --- | --- | --- | --- |
|  | 1.   | Viadanese      | 40  | 30  | 16  | 8   | 6   | 64  | 39  | +25 |
|  | 2.   | Pejo Ostiglia  | 38  | 30  | 14  | 10  | 6   | 39  | 22  | +17 |
|  | 3.   | Luzzarese      | 36  | 30  | 14  | 8   | 8   | 58  | 35  | +23 |
|  | 4.   | Suzzara (-1)   | 33  | 30  | 12  | 10  | 8   | 44  | 34  | +10 |
|  | 5.   | Bozzolese      | 32  | 30  | 11  | 10  | 9   | 36  | 39  | -3  |
|  | 6.   | Guastalla      | 31  | 30  | 12  | 7   | 11  | 35  | 37  | -2  |
|  | 7.   | Governolese    | 30  | 30  | 12  | 6   | 12  | 42  | 42  | 0   |
|  | 8.   | Asolana        | 29  | 30  | 9   | 11  | 10  | 65  | 69  | -4  |
|  | 9.   | Brescello      | 27  | 30  | 9   | 9   | 12  | 42  | 43  | -1  |
|  | 9.   | Reggiolo       | 27  | 30  | 10  | 7   | 13  | 39  | 44  | -5  |
|  | 9.   | Povigliese     | 27  | 30  | 9   | 9   | 12  | 34  | 44  | -10 |
|  | 9.   | Bagnolese      | 27  | 30  | 8   | 11  | 11  | 38  | 50  | -12 |
|  | 13.  | Villimpentese  | 26  | 30  | 8   | 10  | 12  | 45  | 58  | -13 |
|  | 14.  | Marmirolo      | 26  | 30  | 9   | 8   | 13  | 52  | 51  | +1  |
|  | 15.  | Sambenedettina | 25  | 30  | 8   | 9   | 13  | 45  | 57  | -12 |
|  | 16.  | Casteldariese  | 25  | 30  | 10  | 5   | 15  | 48  | 61  | -13 |
|  |      |                | 479 | 480 | 171 | 138 | 171 | 725 | 725 | 0   |

Legenda:
      Ammessa alle finali regionali.
      Retrocessa in Seconda Categoria.
Note:
Due punti a vittoria, uno a pareggio, zero a sconfitta.
Pari merito in caso di pari punti.
Spareggio in caso di pari punti in zona promozione e retrocessione.

## Finali per il titolo e la promozione

### Semifinali
- Andata il 04/06/1960
- Carpi-Viadana 2-0
- Cesenatico-Baracca Lugo 3-4

- Ritorno il 11/06/1960
- Viadana-Carpi 1-0
- Baracca Lugo-Cesenatico 1-2

- Spareggi il 14/06/1960
- a Reggio Emilia Viadana-Carpi 2-0
- Cesenatico-Baracca Lugo 3-2

### Finale
- a Bologna il 18-06-1961 Cesenatico-Viadanese 3-1.

## Spareggio retrocessione
- a Suzzara il 11-06-1960
- Villimpentese-Marmirolo 3-1

## Verdetti finali
- Il Cesenatico Alfiero Moretti è ammesso alle finali interregionali. È promosso in Serie D 1961-1962.